# Nossa Senhora de Nazaré (Piauí)
Nossa Senhora de Nazaré é um município brasileiro do estado do Piauí. Localiza-se a uma latitude 04º37'50" sul e a uma longitude 42º10'22" oeste, estando a uma altitude de 40 metros. Sua população estimada em 2004 era de 3 960 habitantes.
Possui uma área de 353,21 km².

## História
As origens do município remontam ao século XVI, quando os jesuítas chegaram à região. Domingos Afonso Mafrense recebeu dos padres 30 fazendas de gado, entre elas a Algodões, onde hoje está a sede do município. O povoamento intensificou com a imigração provocada pelas secas de 1877 e 1888. Nesta ocasião foi erguida a capela dedicada a Nossa Senhora de Nazareth. O município foi criado pela lei estadual nº 4680, de 26 de janeiro de 1994.

## Prefeitos

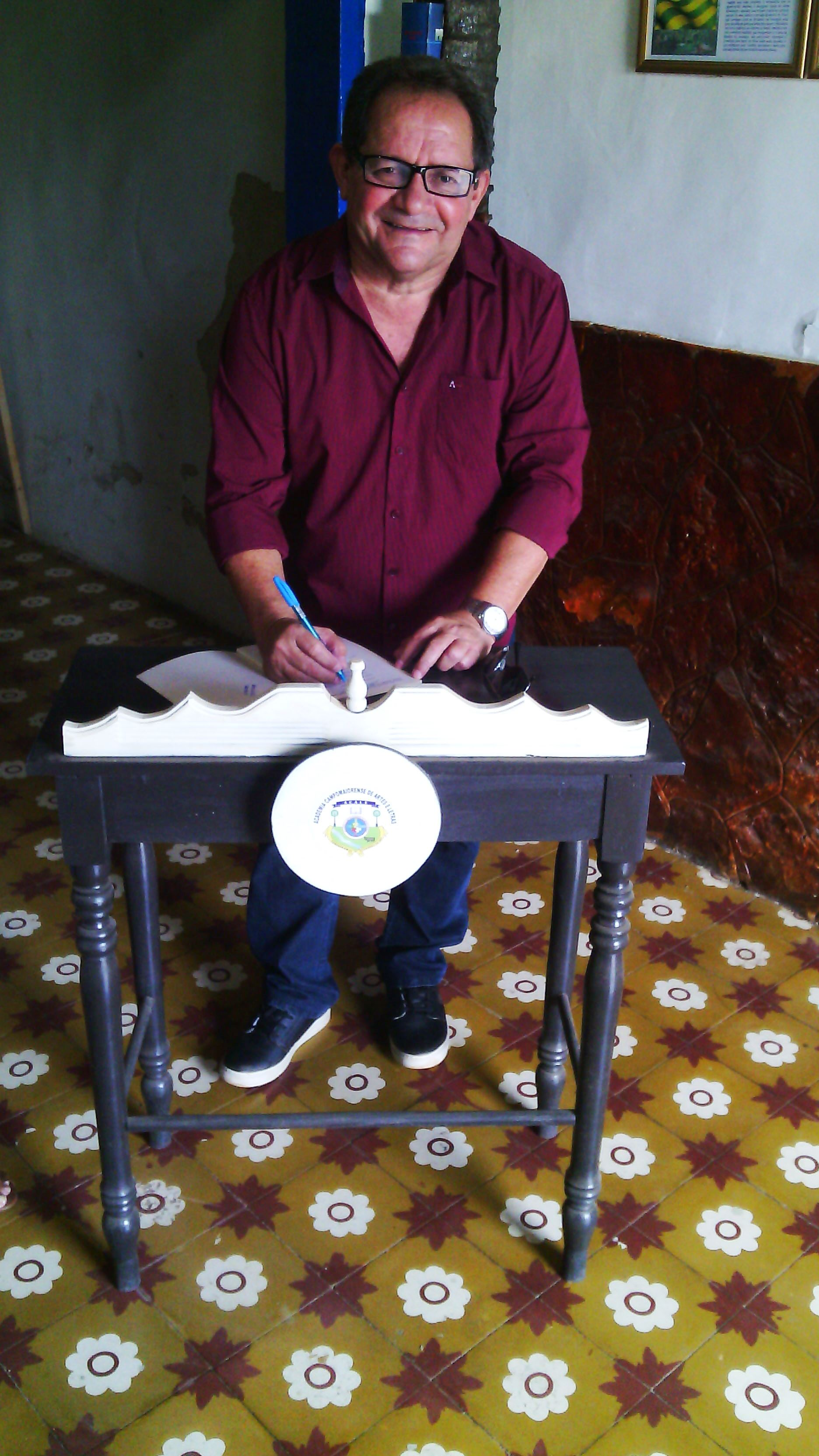
Benício Barros Alves foi o primeiro prefeito do município.

- Benício Barros Alves (1997 a 2004).
- José Henrique Oliveira Alves (Interino 23 de julho de 2010 a 27 de julho de 2010).
- Luciene Maria da Silva Lopes (2005 a 06/2012).
- José Henrique Oliveira Alves (Interino 06/2012 a 31//12/2012).
- José Herinque Oliveira Alves(2013- 2017).
- Lúis Cardoso de Oliveira Neto(2017- atual).

## Cultura

### Biblioteca Municipal
O município de Nossa Senhora de Nazaré tem a Biblioteca Municipal Nossa Senhora de Nazaré, que, conforme a lista do Sistema Nacional de Bibliotecas Públicas, fica situada na rua Martinio Malisa, s/n no centro da sede municipal.